# Florian Ringuedé
Florian Ringuedé, né le 2 juin 1975, est un journaliste français de télévision.

## Biographie

### Carrière
Ringuedé débute en 1994, à 19 ans, comme pigiste des sports à France 3 Paris Île-de-France Centre (Orléans). Après avoir travaillé dans différentes stations régionales (Caen, Clermont Ferrand, Reims), il décroche un CDI à France 3 Poitou-Charentes (Poitiers) en 1999 comme journaliste rédacteur. Outre la réalisation de reportages, il assure également la présentation des journaux, de certains magazines et émissions spéciales. En avril 2006, Florian Ringuedé est promu joker de Francis Letellier à l'édition du Soir 3 week-end. 
De 2007 jusqu'à l'été 2009 inclus il est suppléant de Stéphane Lippert au 12/13,. En octobre 2009, il redevient le joker de Francis Letellier à l'édition du Soir 3 week-end pendant une semaine. À partir de février 2010, il est joker à la présentation du 18:30 Aujourd'hui. En août 2010, il présente les 12/13 et 19/20 du week-end. En octobre-novembre 2010, il est joker du Soir 3 du week-end.[réf. souhaitée]. Depuis l'été 2011, il est joker au 12/13 puis au 19/20,,.
Il présente régulièrement La Voix est libre jusqu'en 2010, sur France 3 Poitou-Charentes chaque samedi à 11 h 30 et continue d'assurer la présentation du 19/20 de sa région la semaine.
D'octobre 2011 à juin 2014, il assure la présentation de l'émission Enquêtes de Régions d'une durée de 60 minutes diffusée une fois par mois dans le Grand Sud-Ouest (Aquitaine, Languedoc-Roussillon, Midi Pyrénées, Limousin et Poitou Charentes). Il reste par ailleurs le joker de Samuel Étienne sur l'édition nationale du 12/13.
A la rentrée de  2014, il rejoint la rédaction nationale de France 3 comme adjoint du service société. En février 2015, il devient rédacteur en chef adjoint du 19/20. De mars à septembre 2016, il occupe le poste de rédacteur en chef du 19/20.
En janvier 2017, il devient rédacteur en chef de l'émission Stade 2 sur France 2, puis sur France 3 à partir du 1er septembre 2019.
Durant les Jeux olympiques 2020 à Tokyo, il commente les épreuves de boxe avec Brahim Asloum et d'escalade avec Charlotte Durif.
En janvier 2022, il quitte France.tv Sport et devient rédacteur en chef de France 3 Aquitaine.
En octobre 2023, il interview le Président de la République Emmanuel Macron dans Ici 19/20 de la chaîne France 3.